# Jorma Taccone
Jorma Christopher Taccone, född 19 mars 1977 i Berkeley, Kalifornien, USA, är en amerikansk komiker, skådespelare, regissör och författare. Han är mest känd som medlem i rap- och komikergruppen The Lonely Island. 
Han har också medverkat i tre avsnitt av serien Girls.  
Han har varit gift med filmregissören Marielle Heller sedan 30 juni 2007. Jorma Taccone har fått sitt förnamn från Jorma Kaukonen, gitarrist i Jefferson Airplane.

## Diskografi (urval)
Studioalbum med The Lonely Island
- 2009 – Incredibad
- 2011 – Turtleneck & Chain
- 2013 – The Wack Album

Soundtrackalbum med The Lonely Island
- 2016 – Popstar: Never Stop Never Stopping

## Filmografi (urval)
Film
- 2007 – Hot Rod
- 2008 – Role Models
- 2009 – Land of the Lost
- 2012 – Grannpatrullen
- 2013 – Grown Ups 2
- 2014 – Lego filmen
- 2014 – Bad Neighbours
- 2015 – Kung Fury

Television
- 2005–2014 – Saturday Night Live (22 avsnitt)
- 2012–2013 – Girls (3 avsnitt)
- 2014 – Gravity Falls (2 avsnitt)
- 2015 – Parks and Recreation (3 avsnitt)
- 2016 – Brooklyn Nine-Nine (1 avsnitt)